# Alexandre-Théodore Brongniart
Alexandre Théodore Brongniart (París, 15 de febrer de 1739 - ibídem, 6 de juny de 1813) fou un arquitecte neoclàssic francès. Fou deixeble i col·laborador d'Ange-Jacques Gabriel. Construí el convent caputxí de la Chaussée d'Antin (actual Lycée Condorcet) l'any 1783, i nombroses mansions parisenques d'estil molt pur. És autor, també, dels plans del Palais Brongniartla actual borsa de París.

## Biografia

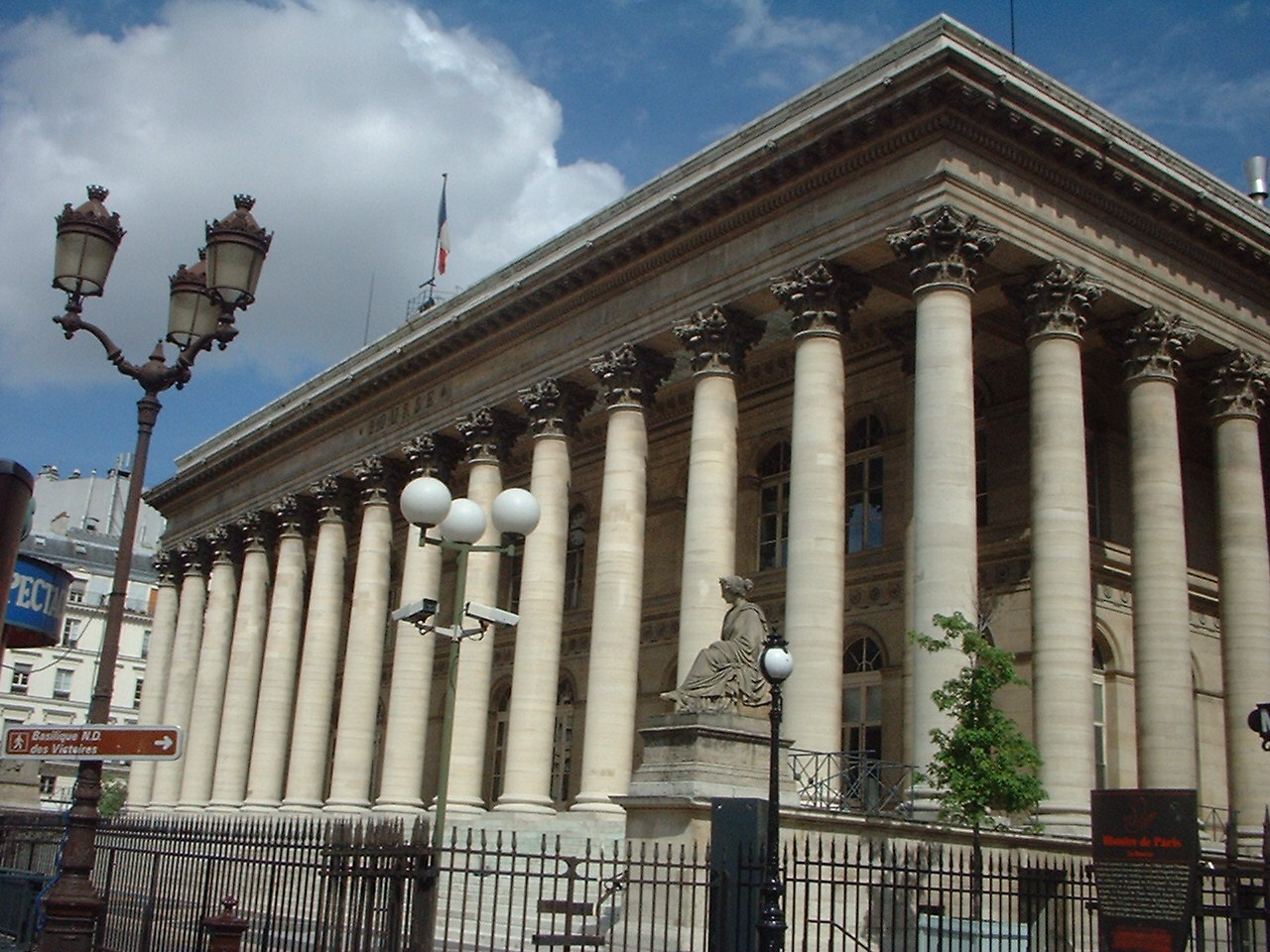
Palais Brongniart, seu de la Borsa de París.

Alexandre Théodore Brongniart va néixer a París, al si d'una destacada família de la societat parisenca. Va ser alumne de l'Académie d'architecture i també va seguir els cursos de Jacques François Blondel i d'Étienne-Louis Boullée. El 1767 es va casar amb Anne-Louise de Egremont, i la parella es va fer amiga del retratista real, Marie Louise Élisabeth Vigée-lebrun, que va pintar el retrat de la seva filla, Alexandrine-Emilie Brongniart que ara s'exposa en la National Gallery de Londres. Durant el Regnat Del Terror, Vigée-Lebrun va romandre amagat a casa seva, abans de fugir del país.

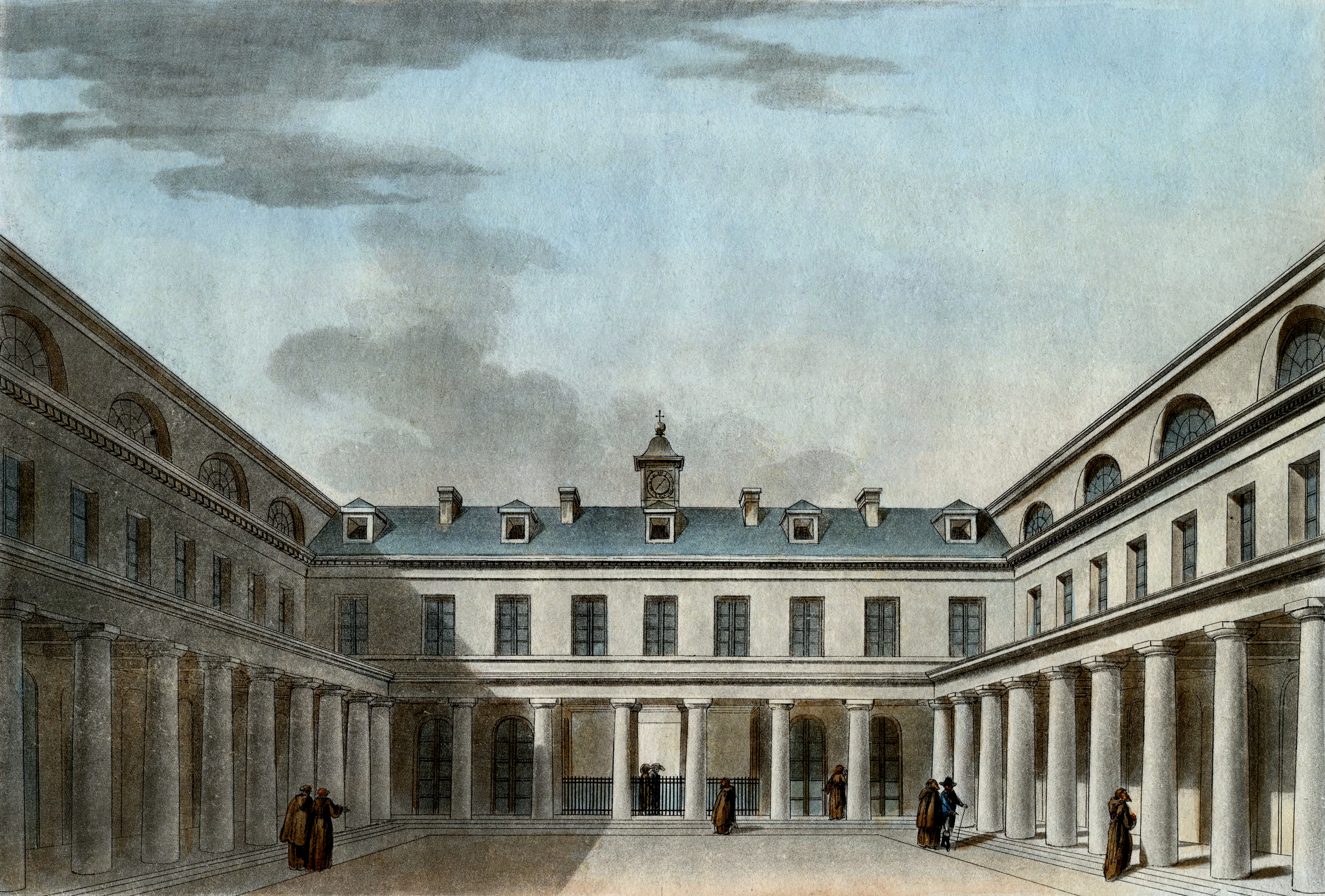
Pati dels caputxins (actual Lycée Condorcet)

Brongniart també va ser molt amic de Jean Antoine Houdon, l'eminent escultor francès que també va esculpir els busts de la seva filla Alexandrine-Emilie i del seu fill Alexandre, que es troben al Museu del Louvre a París. El seu fill Alexandre Brongniart es va convertir en un geòleg respectat i director de la famosa fàbrica de porcellana de Sèvres. Al seu torn, el seu fill Adolphe Theodore Brongniart es va convertir en un famós botànic conegut com el pare de paleobotànica i destinatari de la Medalla Wollaston de ciències.

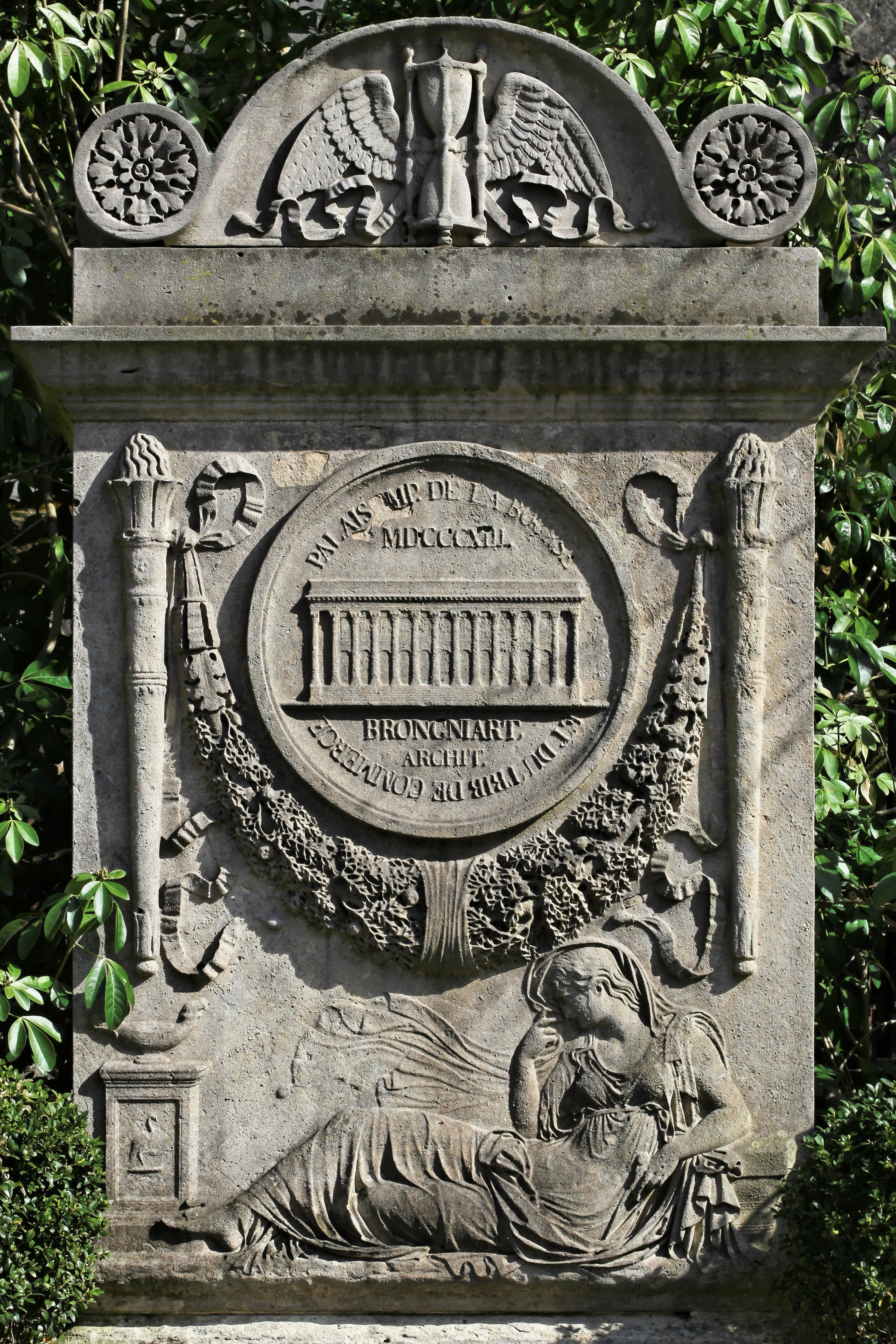
La tomba de Brongniart al cementiri que el disseny, el Père Lachaise

Després de la construcció del Hôtel de Monaco, al carrer Saint-Dominique (1774-77), va obtenir, gràcies al suport d'Anne-Pierre de Montesquiou Fezensac, l'obertura del carrer Monsieur i va realitzar també una fructífera operació immobiliària, en un moment de forta especulació que va animar París a finals de l'Ancien Régime, i que es va concretar als edificis de Montesquieu (1781), de Bourbon-Condé (1782) i al seu propi domicili, a la cantonada del Bulevard dels Invàlids i del carrer Oudinot (1782). Brongniart va arribar a ser membre de la «Académie d'Architecture» el 1781 i el 1782 va ser nomenat arquitecte i controlador general de l'Escola Militar i dels Invàlids, un ja que exerceixo fins a 1892, i en el que es va responsabilitzar del traçat de la Plaça de Breteuil i les avingudes veïnes, que van donar al barri la seva fisonomia actual. Brogniart també va participar activament en la forta especulació del sector dels Invàlids.
Passats els anys de la Revolució, Brogniart multiplico els seus projectes per al nou poder. El 1804, com a Inspector general a cap de la Segunda secció dels Treballs públics del Departament de la Seine i de la Vila de París, va ser encarregat per Napoleón Bonaparte per crear l'estructura per al famós Cementiri De Père-lachaise. L'emperador estava tan satisfet amb el seu treball que el 1807 va escollir Brongniart per al disseny de la Borsa De París i el va temptar amb aquesta proposta: «Monsieur Brongniart, voilà de belles lignes. À l'exécution mettez li ouvriers!». Brongniart va completar el disseny, però seria el seu últim treball i no va viure per veure l'edifici clàssic en estil grec acabat el 1825. L'edifici es denomina «Palais Brongniart» en el seu honor i segueix en ús en l'actualitat.
Alexandre Théodore Brongniart va morir a París el 1813 i va ser enterrat al cementiri que ell havia dissenyat. Fontaine l'anoto el 8 de juny de 1813 al seu diari, sota el títol «Mort de l'architecte de la Bourse»:
| «          | M. Brongniart architecte chargé de construire l'édifice de la bourse vient de mourir. Il laisse à terminer l'un des plus beaux et des plus importants du règne présent. La disposition générale du pla que l'on exécute est bonne, mais li détails n'ont pas été suffisamment étudiés. On a déjà fait quelques changements dans les distributions intérieures et le parti à prendre pour la décoration et la couverture de la gran surt-li n'est pas définitivement adopté. Plusieurs architectes es présentent pour remplacer M Brongniart mais li ministre jusqu'ici n'a pas agréé leurs services. Il a fait offrir à mon ami Percier qui n'a rien vaig demandar de li nommer. Cette préférence est due à M Bruyère, mais Percier a refusé. | » |
| — Fontaine | |   |

## Obres destacades
- Hôtel de Osmond.

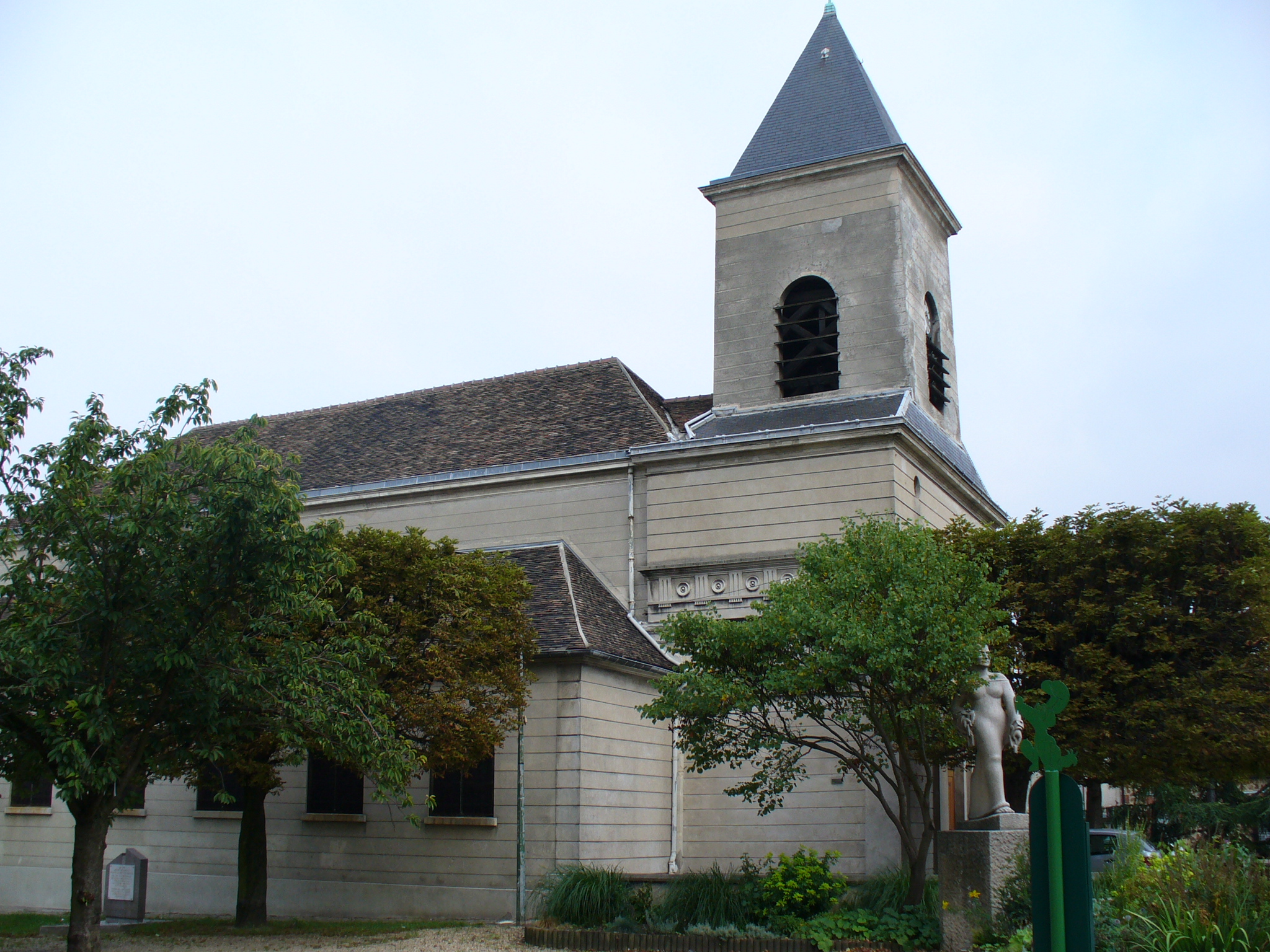
Església de Romainville

- Hôtel Masserano (que li va donar nom al carrer Masseran).
- Església Saint-Germain-l'Auxerrois, en Romainville.
- 1774-77 - Hôtel de Monaco, a París, carrer Saint-Dominique.
- 1780 - Convent dels Caputxins, a París, a Saint-Louis d'Antin, actual Lycée Condorcet. (Carrer de l'Havre, 8).
- 1781 - Hôtel des Montesquiou, construït per al marquis Anne-Pierre de Montesquiou Fezensac, a París, carrer Monsieur, 20.
- 1780-82 - Hôtel de Bourbon-Condé, construït per a Louise-Adélaïde, princesa de Borbon.[1]
- 1804 - Cementiri de Père-Lachaise.
- 1808-13 - Palais Brogniart, també anomenat Palau de la Borsa de París. Acabat per Éloi Labarre (1764-1833) el novembre de 1825.